# Gregory Nicotero

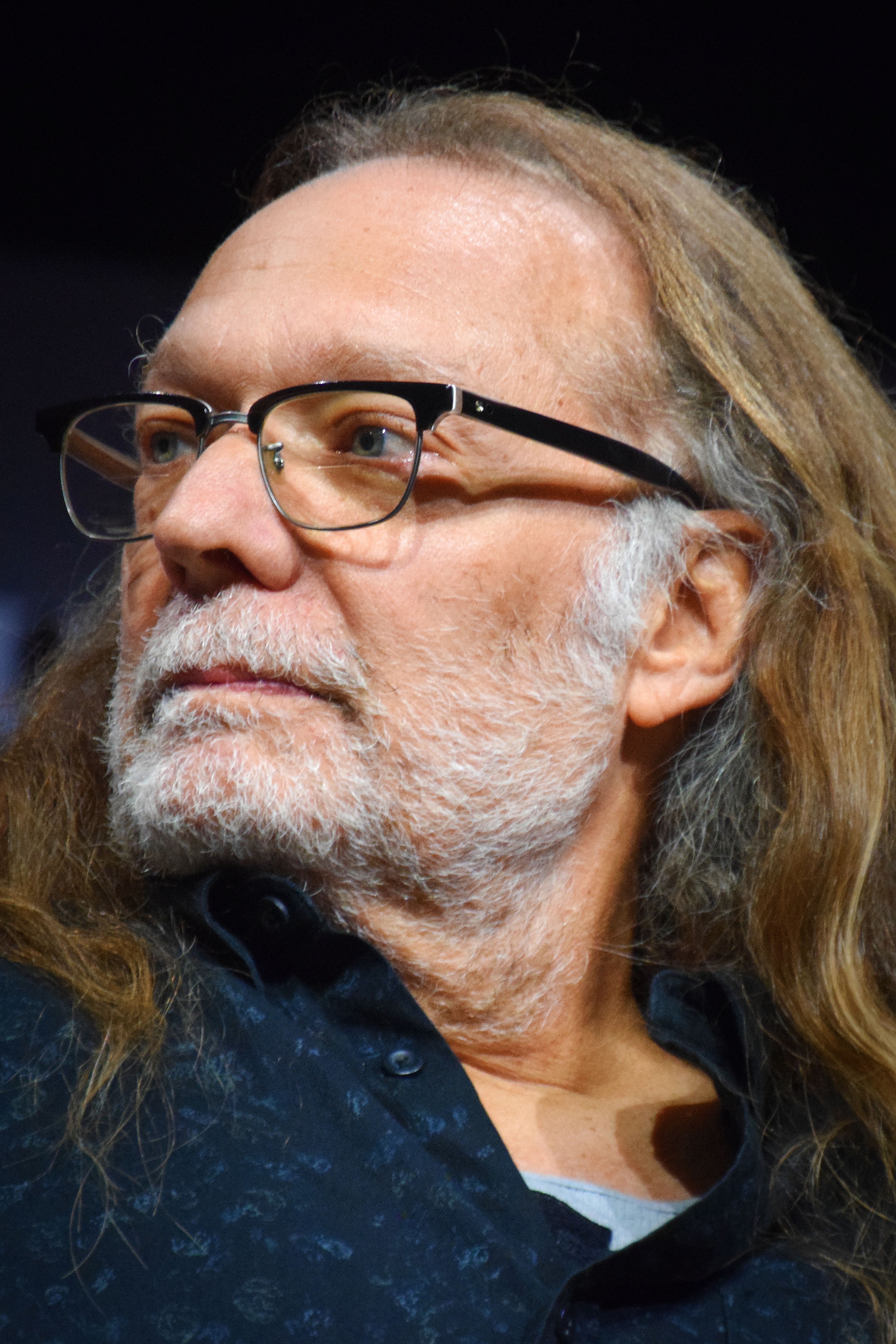
Greg Nicotero (2023)

Gregory „Greg“ Nicotero (* 15. März 1963 in Pittsburgh, Pennsylvania, Vereinigte Staaten) ist ein US-amerikanischer Maskenbildner, Filmregisseur, Filmproduzent, Drehbuchautor, Stuntman, Schauspieler und Experte für Spezialeffekte und Visuelle Effekte. Er ist vierfacher Emmy- und seit 2006 auch British-Academy-Film-Award-Preisträger, der die Auszeichnungen im Bereich Make-up, Visuelle Effekte und Drehbuch erhielt. Dazu wurde Nicotero dreizehnmal für den Saturn Award nominiert und gewann diesen dreimal. Im Jahre 2004 wurde er erstmals für den Satellite Award im Bereich Beste Visuelle Effekte nominiert.
Nicotero wirkte an ca. 200 Film- und Fernsehproduktionen mit. Am Anfang seiner Karriere war er hauptsächlich im Horrorgenre tätig, doch nach einigen Jahren Erfahrung wirkte er in fast allen Bereichen der Filmkunst mit. Er arbeitet auch immer wieder unter der Führung von berühmten Regisseuren wie Steven Spielberg, Quentin Tarantino, Frank Darabont, Wolfgang Petersen oder M. Night Shyamalan.

## Leben

### Kindheit und Jugend
Gregory Nicotero wurde in Pittsburgh geboren. Sein Interesse für Film und Fernsehen wurde durch den Film Der weiße Hai von Steven Spielberg geweckt. Nach weiteren Filmen wie Der Exorzist, Planet der Affen und Dawn of the Dead zeigte er immer mehr Enthusiasmus für die Filmbranche, besonders für die Arbeit hinter der Kamera. Durch seinen Onkel Sam, der Schauspieler in Pittsburgh ist, lernte er den Regisseur George A. Romero kennen. Romero machte ihm ein Jobangebot für seinen Film Creepshow. Doch der damals 16-jährige Nicotero lehnte ab, da er seine Schulausbildung beenden wollte, um dann schließlich Arzt zu werden. 1984 kontaktierte ihn Romero erneut, um ihn für die Fortsetzung von Dawn of the Dead zu gewinnen. Diesmal sagte Nicotero zu, womit seine Karriere in der Filmindustrie begann.

### Filmkarriere
Nicotero begann seine Laufbahn in seiner Geburtsstadt Pittsburgh. Hier stand er unter den Fittichen von Tom Savini, der ihm das Handwerk der Maskenbildnerei und der Spezialeffekte beibrachte. 1985 gab Greg schließlich sein Debüt in dem Film Zombie 2, wo er Savini als Assistent diente und eine kleine Nebenrolle hatte.
Im selben Jahr lernte er den Maskenbildner Howard Berger und den Spezialeffektkünstler Robert Kurtzman kennen. Mit den beiden gründete er 1988 das Special-FX-Unternehmen KNB EFX Group. Die Anfangsbuchstaben der drei Künstler machen das Kürzel „KNB“ aus. Seither arbeitet das Unternehmen an vielen verschiedenen Film- und Fernsehprojekten mit. Bei der Oscarverleihung 2006 erhielt man den Oscar für das Beste Make-up für Die Chroniken von Narnia: Der König von Narnia. 2013 folgte eine weitere Nominierung für den Film Hitchcock.
Nach dem Film Zombie 2 agierte Nicotero noch einige Male als Make-up Assistent, wie in den Filmen Invasion U.S.A. (1985) und Der Affe im Menschen (1988). Danach war er hauptsächlich als Hauptverantwortlicher tätig. 1985 war Nicotero das erste Mal für die Spezialeffekte einer TV-Serie zuständig, ein Jahr später agierte er erstmals in einem Spielfilm als Spezialeffektkünstler. Nach dem Horrorfilm From Beyond – Aliens des Grauens war Gregory in vielen darauffolgenden Filmen als Maskenbildner sowie als Spezialeffekt-Leiter tätig, unter anderem wirkte er in Tanz der Teufel II, Creepshow 2, Das Böse II und Nightmare on Elm Street 5 – Das Trauma in den 80ern als Doppelt-Verantwortlicher mit. Ebenfalls verkörperte Nicotero einige Nebenrollen in den Kinofilmen Halloween V und Bloodnight, bei denen er auch als Maskenbildner zuständig war.
Ab dem Jahr 1990 betätigte Nicotero sich an unterschiedlichsten Film- und Fernsehprojekten und wurde dafür für einige Preise nominiert. So wurde er 1994 für den CableACE Award nominiert, für seine Arbeit in Body Bags und 1999 für den Saturn Award in John Carpenters Vampire. 1992 absolvierte er sein Regiedebüt als Regisseur des zweiten Stabes in dem Film The Thing, dazu gab er auch seine Premiere als Produzent 1995 in dem Fantasyfilm Black Velvet Pantsuit. Ebenfalls gab er 1996 sein Debüt als Stuntman in dem Spielfilm From Dusk Till Dawn. Diese Tätigkeit führte er jedoch bis heute nie wieder aus. 1999 war er in der Oscarnominierten Literaturverfilmung von Stephen King The Green Mile als Maskenbildner verantwortlich.
Zur Jahrtausendwende beteiligte sich Nicotero an neun verschiedenen Filmprojekten. In diesem einzigen Jahr war er zum Beispiel an Mission to Mars (Make-up), Ich hab doch nur meine Frau zerlegt (Make-up), The Cell (Make-up) und Der Wüstenplanet (Spezialeffekte) tätig; für letzteres gewann er erstmals den Emmy Award. Seitdem agiert er jedes Jahr in einem ähnlichen Ausmaß in der Filmindustrie. 2006 erhielt er für seine Arbeit in Die Chroniken von Narnia: Der König von Narnia den BAFTA und den Saturn Award in der Kategorie Beste Maske. 2007 gab er sein Debüt im Bereich der Visual Effekte in dem vom Frank Darabont umgesetzten Film Der Nebel. 2010 fungierte er in Duell der Magier noch einmal als Visual-Effekt-Künstler. Im gleichen Jahr war an der von Steven Spielberg produzierten Fernsehserie The Pacific tätig, wofür Nicotero 2010 mit den Emmy in der Kategorie Bestes Make-up prämiert wurde. Zuvor war er 2009 in Inglourious Basterds für die Masken und die Spezialeffekte zuständig.
Seit dem Jahr 2010 ist Nicotero in der populären Fernsehserie The Walking Dead als Maskenbildner und Spezialeffektkünstler tätig und seit 2011 als Executive Producer verantwortlich. In der ersten, dritten, sechsten und siebten Staffel spielte er in fünf Folgen als mutierter Zombie mit; nebenbei diente er Frank Darabont in der ersten Staffel als Regieassistent und seit der zweiten Staffel ist er auch als primärer Regisseur tätig. Für seine Arbeit bei The Walking Dead wurde er siebenmal für den Emmy nominiert und gewann diesen zweimal. Zusätzlich schrieb er die Drehbücher und führte Regie bei den Webepisoden zu der Serie.
In den letzten Jahren war Nicotero an mehreren Filmsets tätig, so zum Beispiel 2011 in dem Abenteuerfilm The Grey – Unter Wölfen, wobei er für die Masken und die Spezialeffekte zuständig war. Weiteres war er an den TV-Serien Torchwood und Breaking Bad beteiligt sowie 2011 am Filmdrama Wasser für die Elefanten und 2012 an der Filmbiografie von Alfred Hitchcock. 2012 gestaltete Greg das Make-up im Oscar und Golden Globe Award ausgezeichneten Western Django Unchained, unter der Regie von Quentin Tarantino. Im Jahre 2013 agierte Gregory Nicotero in den Filmen Movie 43, Das ist das Ende, Pain & Gain und Die fantastische Welt von Oz als Maskenbildner.

### Privates
Greg Nicotero ist mit der Regieassistentin Shari Nicotero verheiratet, mit ihr hat er einen Sohn und eine Tochter. Mit seiner Familie lebt er in  Los Angeles, wohin er bereits in den 1980ern übersiedelte. Sein Onkel ist der Schauspieler Sam Nicotero, der unter anderem in den Filmen My Bloody Valentine 3D, Die Mothman Prophezeiungen und Jimmy Hoffa mitspielte. Außerdem ist Nicotero seit Jahren begeisterter Gitarrist.

## Filmografie
| - 1985: Zombie 2 - 1985: Invasion U.S.A. - 1987: Tanz der Teufel II – Jetzt wird noch mehr getanzt - 1987: Creepshow 2 - 1988: Das Böse II - 1988: Der Affe im Menschen - 1989: Bloodnight - 1989: Nightmare on Elm Street 5 – Das Trauma - 1989: Halloween V – Die Rache des Michael Myers - 1990: Bride of Re-Animator - 1990: Leatherface: Texas Chainsaw Massacre III - 1990: Geschichten aus der Schattenwelt - 1990: Eine fast anständige Frau - 1990: Misery - 1991: Haus der Vergessenen - 1992: Armee der Finsternis - 1993: Mask of Murder 2 (Doppelgänger) - 1993: C2 – Killerinsekt - 1993: Cyborg 2 - 1994: Pulp Fiction - 1994: Freddy’s New Nightmare - 1994: Die Mächte des Wahnsinns - 1995: Vampire in Brooklyn - 1995: Lord of Illusions - 1995: Never Talk To Strangers – Spiel mit dem Feuer - 1996: From Dusk Till Dawn - 1996: Scream – Schrei! - 1997: Spawn - 1997: Boogie Nights - 1997: Wes Craven’s Wishmaster - 1997: Stephen King’s The Night Flier - 1997: Scream 2 - 1998: Phantoms - 1998: John Carpenters Vampire - 1998: Very Bad Things - 1998: The Faculty - 1999: From Dusk Till Dawn 2 – Texas Blood Money - 1999: Das Geisterschloss - 1999: Haunted Hill - 1999: The Green Mile - 2000: From Dusk Till Dawn 3 – The Hangman’s Daughter - 2000: The Crow III – Tödliche Erlösung - 2000: Mission to Mars - 2000: Ich hab doch nur meine Frau zerlegt - 2000: The Cell - 2000: Unbreakable – Unzerbrechlich - 2001: Spy Kids - 2001: Animal – Das Tier im Manne - 2001: Mulholland Drive – Straße der Finsternis - 2001: Ghosts of Mars - 2001: 13 Geister - 2001: Vanilla Sky - 2002: The Time Machine - 2002: Minority Report - 2002: Austin Powers in Goldständer - 2002: Spy Kids 2 – Die Rückkehr der Superspione - 2002: John Carpenter’s Vampires: Los Muertos - 2002: Die Regeln des Spiels - 2003: Identität - 2003: Irgendwann in Mexico - 2003: Kill Bill – Volume 1 - 2004: You’re Fired! - 2004: Kill Bill – Volume 2 - 2004: Ray - 2004: Riding the Bullet - 2005: Verflucht - 2005: Dominion: Exorzist – Der Anfang des Bösen - 2005: Sin City - 2005: Amityville Horror – Eine wahre Geschichte - 2005: Die Abenteuer von Sharkboy und Lavagirl in 3-D - 2005: Land of the Dead - 2005: Die Insel - 2005: Serenity – Flucht in neue Welten - 2005: Hostel - 2005: Die Chroniken von Narnia: Der König von Narnia - 2006: The Hills Have Eyes – Hügel der blutigen Augen - 2006: Poseidon - 2006: Desperation - 2004–2006: Deadwood (36 Folgen) - 2006: Texas Chainsaw Massacre: The Beginning - 2006: The Return - 2006: Déjà Vu – Wettlauf gegen die Zeit - 2007: Die Fährte des Grauens - 2007: The Hitcher - 2006–2007: Masters of Horror (13 Folgen) - 2007: The Hills Have Eyes 2 - 2007: Disturbia - 2007: Grindhouse - 2007: Death Proof – Todsicher - 2007: Hostel 2 - 2007: Transformers - 2007: Planet Terror - 2007: Diary of the Dead - 2007: Der Nebel - 2007: The Great Debaters - 2008: Die Chroniken von Narnia: Prinz Kaspian von Narnia - 2008: Mirrors - 2008: Milk - 2008: Sieben Leben - 2009: The Unborn - 2009: Horsemen - 2009: The Last House on the Left - 2009: Drag Me to Hell - 2009: Inglourious Basterds - 2009: Public Enemies - 2009: Final Destination 4 - 2009: Survival of the Dead - 2009: Jennifer’s Body – Jungs nach ihrem Geschmack - 2009: Surrogates – Mein zweites Ich - 2009: Splice – Das Genexperiment - 2009: Dark Country - 2010: The Book of Eli - 2010: Auftrag Rache - 2010: The Pacific (6 Folgen) - 2010: Der letzte Exorzismus - 2010: Predators - 2010: Piranha 3D - 2010: The Ward - 2010: Werwolf wider Willen - 2010: Die Chroniken von Narnia: Die Reise auf der Morgenröte - seit 2010: The Walking Dead - 2011: Paul – Ein Alien auf der Flucht - 2011: Ich bin Nummer Vier - 2011: Wasser für die Elefanten - 2011: Priest - 2011: Harold & Kumar – Alle Jahre wieder - 2011: The Grey – Unter Wölfen - 2011–2012: Breaking Bad (3 Folgen) - 2012: Savages - 2012: 7 Psychos - 2012: Hitchcock - 2012: The Man with the Iron Fists - 2012: Django Unchained - 2013: Hemlock Grove (2 Folgen) - 2013: Movie 43 - 2013: Die fantastische Welt von Oz - 2013: Das ist das Ende - 2013: Pain & Gain - 2013: Lone Survivor - 2014: Sin City 2: A Dame to Kill For - 2014: The Interview - 2015: Into the Badlands (1 Folge) - 2015: Die Bestimmung – Insurgent - 2015: The Program – Um jeden Preis - 2015: The Hateful Eight - 2016–2018: Preacher (27 Folgen) - 2016: Suicide Squad - 2016: Boston - 2018: Alpha - 2019: Captive State - 2019: Alita: Battle Angel - 2019: Once Upon a Time in Hollywood - 2019: El Camino: Ein „Breaking Bad“-Film - 2019: Watchmen (9 Folgen) | - 1986: From Beyond – Aliens des Grauens - 1987: Tanz der Teufel II – Jetzt wird noch mehr getanzt - 1987: Creepshow 2 - 1987: Predator - 1988: Das Böse II - 1989: Deep Star Six - 1989: Nightmare on Elm Street 5 – Das Trauma - 1990: Bride of Re-Animator - 1990: Der mit dem Wolf tanzt - 1992: Armee der Finsternis - 1992: Dr. Giggles - 1993: Body Bags - 1993: Jason Goes to Hell – Die Endabrechnung - 1995: Citizen X - 1995: Outer Limits – Die unbekannte Dimension (1 Folge) - 1995: Darkman II – Durants Rückkehr - 1995: Lord of Illusions - 1999: Bats – Fliegende Teufel - 2000: Crocodile - 2000: Little Nicky – Satan Junior - 2000: Dune – Der Wüstenplanet - 2001: Evolution - 2001: Cats & Dogs – Wie Hund und Katz - 2002: The Salton Sea - 2002: Mord nach Plan - 2002: Bubba Ho-Tep - 2002: Cabin Fever - 2003: Identität - 2003: Hulk - 2003: Mission 3D - 2003: Michael Bay’s Texas Chainsaw Massacre - 2004: Tremors 4 – Wie alles begann - 2004: Ginger Snaps II – Entfesselt - 2004: Ginger Snaps III – Der Anfang - 2004: Lemony Snicket – Rätselhafte Ereignisse - 2005: Dominion: Exorzist – Der Anfang des Bösen - 2005–2006: Masters of Horror (11 Folgen) - 2006: Desperation - 2006: Texas Chainsaw Massacre: The Beginning - 2006: The Return - 2006: James Bond 007 – Casino Royale - 2007: The Reaping – Die Boten der Apokalypse - 2007: Spider-Man 3 - 2007: Transformers - 2007: Underdog – Unbesiegt weil er fliegt - 2008: Die Chroniken von Narnia: Prinz Kaspian von Narnia - 2008: Indiana Jones und das Königreich des Kristallschädels - 2009: Transformers – Die Rache - 2009: Splice – Das Genexperiment - 2010: Auftrag Rache - 2010: Predators - seit 2010: The Walking Dead - 2011: Torchwood (9 Folgen) - 2011: The Grey – Unter Wölfen - 2014: Mein Freund, der Delfin 2 - 2014: Annabelle - 1985: Zombie 2 - 1986: Die Nacht der Creeps - 1989: Bloodnight - 1989: Halloween V – Die Rache des Michael Myers - 1993: Body Bags - 1995: The Demolitionist - 1996: From Dusk Till Dawn - 1999: Haunted Hill - 2004: Comic Book: The Movie - 2005: Verflucht - 2005: Land of the Dead - 2006: The Hills Have Eyes – Hügel der blutigen Augen - 2006: Cemetery Gates - 2007: Diary of the Dead - 2008: Gingerdead Man 2: Passion of the Crust - 2009: Inglourious Basterds - 2010: Piranha 3D - 2010–2016: The Walking Dead (5 Folgen) - 2012: The Walking Dead Zombie Audition in LA - 2019: Captive State - 1992: The Thing – Gene außer Kontrolle (Regisseur des Zweiten Stabes) - 1992: Die total beknackte Nuß (Regisseur des Zweiten Stabes) - 1997: Wes Craven’s Wishmaster (Regisseur des Zweiten Stabes) - 2000: From Dusk Till Dawn 3 – The Hangman’s Daughter (Regisseur des Zweiten Stabes) - 2005: Land of the Dead (Regisseur des Zweiten Stabes) - 2007: Das Monster, das ich rief (Regisseur des Zweiten Stabes) - 2007: Der Nebel (Regisseur des Zweiten Stabes) - 2010: The United Monster Talent Agency - 2010: Vampire Diaries (1 Folge) (Regisseur des Zweiten Stabes) - seit 2010: The Walking Dead - 2011–2013: The Walking Dead Webserien (13 Folgen) (Miniserie) - 2014: Galyntine - 2019: Creepshow (2 Folgen) - 1995: Black Velvet Pantsuit - 2008: Starz Inside: Fantastic Flesh - 2009: Bob Burns’ Hollywood Halloween - 2010: The United Monster Talent Agency - seit 2011: The Walking Dead - 2013: Mrs. Sweeney - 2014: Galyntine - 2015: Smoke and Mirrors: The Story of Tom Savini - seit 2015: Fear the Walking Dead - 2019: Creepshow (6 Folgen) - seit 2020: The Walking Dead: World Beyond - 2007: Der Nebel - 2010: Duell der Magier - 2010: The United Monster Talent Agency - 2011–2013: The Walking Dead Webserien (9 Folgen) (Miniserie) - 2019: Creepshow (1 Folge) - 1996: From Dusk Till Dawn |

## Auszeichnungen
Emmy
- 2001: Auszeichnung für Beste visuelle Effekte in Dune – Der Wüstenplanet
- 2010: Auszeichnung für Bestes Make-up in The Pacific
- 2011: Nominierung für Beste visuelle Effekte in The Walking Dead
- 2011: Auszeichnung für Bestes Make-up in The Walking Dead
- 2012: Nominierung für Beste visuelle Effekte in Breaking Bad
- 2012: Auszeichnung für Bestes Make-up in The Walking Dead
- 2013: Nominierung für Bestes Make-up in The Walking Dead
- 2014: Nominierung für Bestes Make-up in Breaking Bad
- 2015: Nominierung für Bestes Make-up in The Walking Dead
- 2016: Nominierung für Bestes Make-up in The Walking Dead
- 2017: Nominierung für Bestes Make-up in The Walking Dead

BAFTA Award
- 2006: Auszeichnung für Beste Maske in Die Chroniken von Narnia: Der König von Narnia

Saturn Award
- 1999: Auszeichnung für Bestes Make-up in John Carpenters Vampire
- 2006: Nominierung für Bestes Make-up in Land of the Dead
- 2006: Nominierung für Bestes Make-up in Sin City
- 2006: Auszeichnung für Bestes Make-up in Die Chroniken von Narnia: Der König von Narnia
- 2007: Nominierung für Bestes Make-up in The Hills Have Eyes – Hügel der blutigen Augen
- 2007: Nominierung für Bestes Make-up in Texas Chainsaw Massacre: The Beginning
- 2008: Nominierung für Bestes Make-up in Planet Terror
- 2009: Nominierung für Bestes Make-up in Die Chroniken von Narnia: Prinz Kaspian von Narnia
- 2010: Nominierung für Bestes Make-up in Drag Me to Hell
- 2010: Nominierung für Bestes Make-up in The Book of Eli
- 2011: Nominierung für Bestes Make-up in Splice – Das Genexperiment
- 2013: Nominierung für Bestes Make-up in Hitchcock
- 2014: Auszeichnung für den Ehrenpreis
- 2016: Nominierung für Bestes Make-up in The Hateful Eight

CableACE Award
- 1994: Nominierung für Bestes Make-up in Body Bags
- 1995: Nominierung für Bestes Make-up in Skandal in der Notaufnahme

Satellite Award
- 2004: Nominierung für Beste Visuelle Effekte in Kill Bill – Volume 1

Visual Effects Society Award
- 2012: Nominierung für Beste Visuelle Effekte in Breaking Bad

Writers Guild of America Award
- 2012: Auszeichnung für Bestes Drehbuch in The Walking Dead

Sitges Festival Internacional de Cinema Fantàstic de Catalunya
- 2002: Auszeichnung für Bestes Make-up in Cabin Fever
- 2005: Auszeichnung für den Ehrenpreis

### Weitere Auszeichnungen
- 2004: Phoenix Film Critics Society Award für Beste Visuelle Effekte in Kill Bill – Volume 1 (Nominierung)
- 2005: Hollywood Film Festival für Bestes Make-up des Jahres in Die Chroniken von Narnia, Sin City, Land of the Dead, Die Insel, Serenity – Flucht in neue Welten
- 2006: Fangoria Chainsaw Award für Bestes Make-up  in Land of the Dead
- 2006: OFTA Film Award für Bestes Make-up in Die Chroniken von Narnia: Der König von Narnia (Nominierung)
- 2006: OFTA Film Award für Bestes Make-up in Sin City
- 2010: OFTA Television Award für Bestes Make-up in The Walking Dead
- 2013: OFTA Television Award für Bestes Make-up in The Walking Dead (Nominierung)
- 2014: OFTA Television Award für Bestes Make-up in The Walking Dead
- 2014: Hollywood Makeup Artist and Hair Stylist Guild Awards für The Walking Dead
- 2015: Fangoria Chainsaw Award für Bestes Make-up  in The Walking Dead
- 2015: Hollywood Makeup Artist and Hair Stylist Guild Awards für The Walking Dead
- 2016: Fangoria Chainsaw Award für Bestes Make-up  in The Walking Dead
- 2016: Hollywood Makeup Artist and Hair Stylist Guild Awards für The Walking Dead
- 2017: Fangoria Chainsaw Award für die Besten Spezialeffekte in The Walking Dead (Nominierung)
- 2017: Hollywood Makeup Artist and Hair Stylist Guild Awards für The Walking Dead und Suicide Squad (Nominierung)
- 2018: Hollywood Makeup Artist and Hair Stylist Guild Awards für The Walking Dead (Nominierung)